# 2469 Tadjikistan
2469 Tadjikistan (1970 HA) là một tiểu hành tinh vành đai chính được phát hiện ngày 27 tháng 4 năm 1970 bởi T. Smirnova ở Nauchnyj.